# Hermann Mitterer

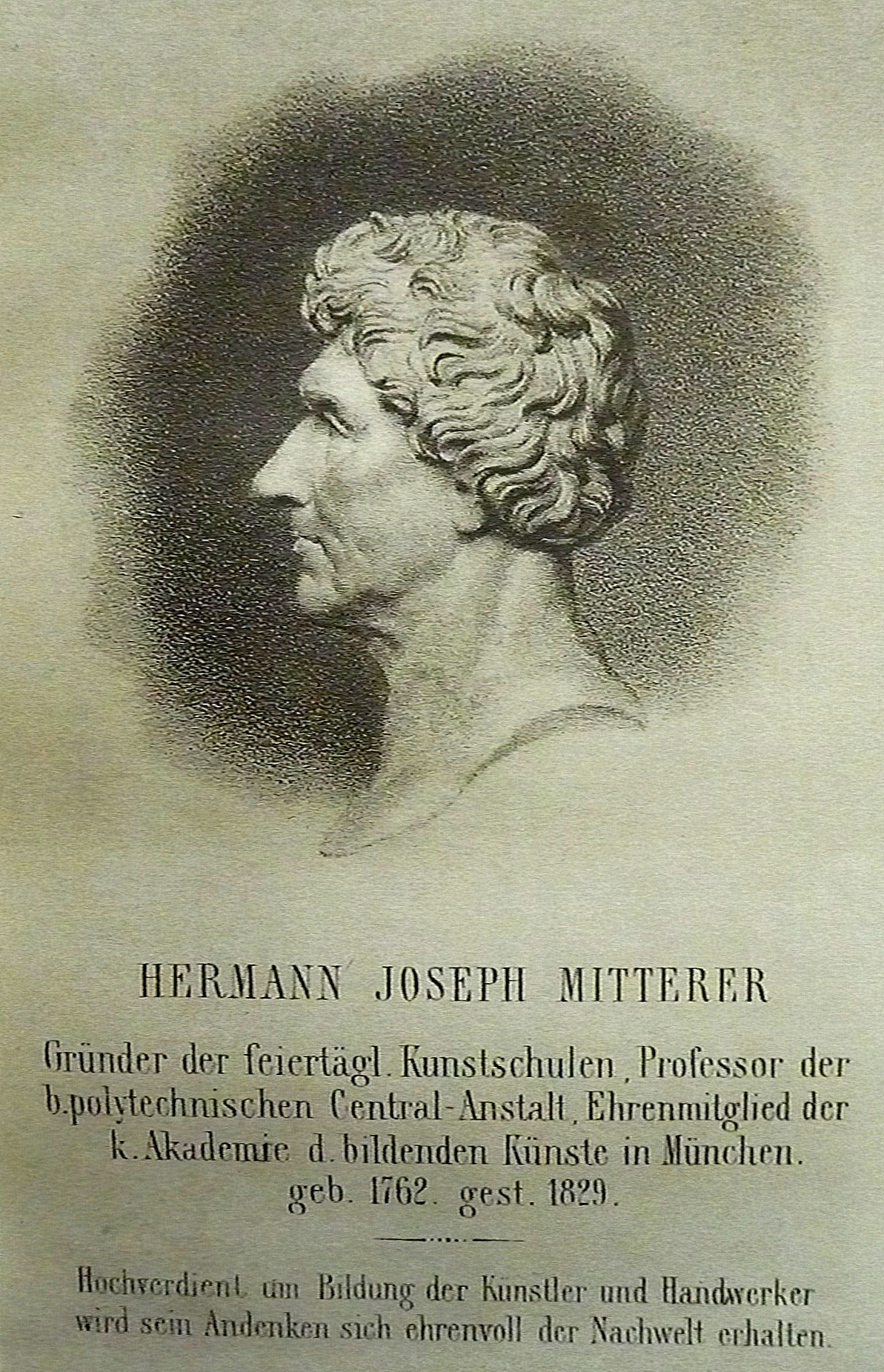
Sterbebild Hermann Joseph Mitterers

Hermann Joseph Mitterer (* 8. Oktober 1762 in Altenmarkt, Osterhofen, Niederbayern; † 25. April 1829 in München) war ein deutscher Zeichenlehrer, Gründer der „Feiertäglichen Zeichnungsschule“ in München (1792) und Mitbegründer der Feiertagsschule München (1793), dem Vorläufer der späteren Berufsschulen. Auf Mitterers Initiative hin wurde der Zeichenunterricht in allen Schulen Bayerns bereits im Jahre 1789 zwingend eingeführt. Außerdem gründete er die Erste Lithographische Kunstanstalt.

## Kindheit und Jugend
Hermann Joseph Mitterer wurde als Sohn des Bäckers und Klosterkrämers Anton Mitterer und seiner Ehefrau Magdalena Krenn in der Hofmark Altenmarkt, nahe dem Kloster Osterhofen geboren. Zunächst besuchte er als Sängerknabe das Kloster Vornbach, danach ging er nach Passau und schließlich nach München, wo er 1784 nach dem Tod beider Eltern unter misslichsten Umständen das Gymnasium abschloss. Zur Theologie bestimmt, neigte er aber während seines Studiums in Passau zur Mathematik und Physik und erhielt darüber hinaus Zeichenunterricht. In München besuchte er daraufhin die Zeichenakademie von Johann Jakob von Dorner.

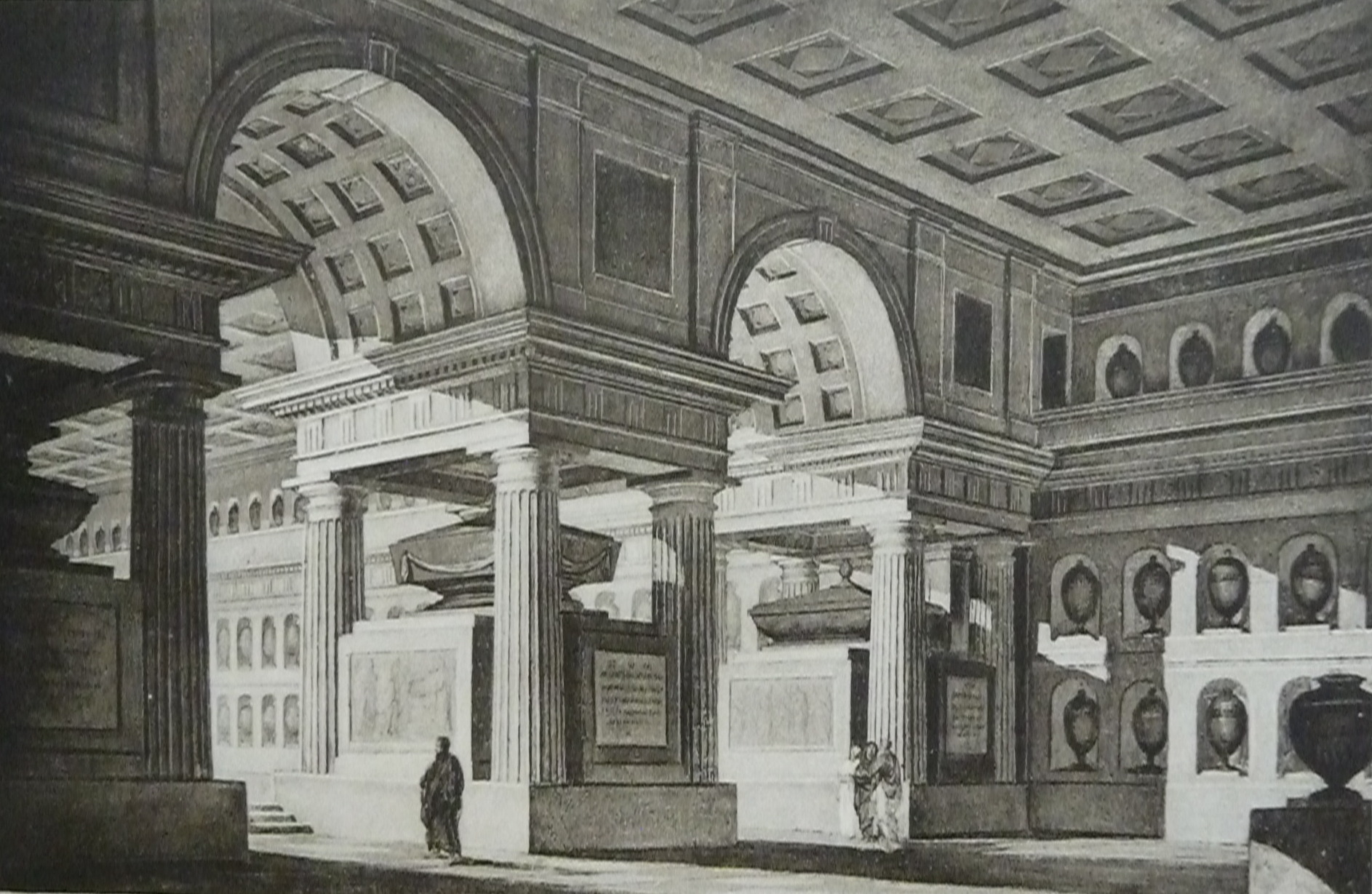
Idealisierte Architekturzeichnung von Hermann Mitterer

## Zeichenlehrer und Schulgründer
Ab 1791 arbeitete er als Zeichenlehrer am Gymnasium in München und gab nebenberuflich interessierten Handwerksgesellen und Lehrlingen Zeichenunterricht. Da er überzeugt war, dass die Zeichenkunst wichtig für technische Arbeiter sei, beantragte er eine behördliche Schulgenehmigung. Sie wurde ihm am 26. März 1792 für die Gründung einer „Feiertäglichen Zeichnungsschule“ erteilt. Kurz darauf, 1793, wurde in München durch Mitterers Freund, Franz Xaver Kefer, eine weitere Schule gegründet. Sie sollte als Feiertagsschule männliche Lehrlinge und Gesellen berufsbezogen aus- und weiterbilden.
Kefers und Mitterers Schulen wurden 1798 zusammengeführt, da man erkannte, wie hilfreich und nötig künstlerisches und technisches Zeichnen für alle Berufszweige war. Daneben beteiligte er sich an der Gründung der Baugewerksschule München.

## Entwicklung der Lithographie
Um kostengünstig Vorlagen für den Zeichenunterricht zu erstellen, die bisher nur in Form von fünfmal so teuer hergestellten Kupferstichen zur Verfügung standen, entwickelte Mitterer die Lithographie weiter. Sie war bis dahin nur für den Druck von Notenblättern und zum Schriftdruck verwendet worden. Mitterer verfeinerte das von Alois Senefelder erfundene Verfahren aus dem Jahre 1778 im Chemielabor und in der mechanischen Werkstätte der Feiertagsschule München, wobei er volle Unterstützung durch das Direktorium und die Kollegen des Instituts fand. Mit einer verbesserten Technik war es nun möglich, farbige Drucksachen mit feinen Halbtönen zu erzeugen.
Da die bisherige Stangenpresse für den Kreidedruck ungünstig war, erfand Mitterer unter Mithilfe von Alois Ramis, dem Lehrer für Praktische Mechanik an der Feiertagsschule, die sogenannte Roll- oder Sternpresse, die einen gleichmäßigen Druck gewährleistete und zum Vorbild aller späteren Pressen wurde: Der Stein lag auf einer verschiebbaren Unterlage und wurde mit dieser unter dem feststehenden Reiber durchgezogen.

## Die Lithographische Kunstanstalt
Am 7. November 1804 verkauften Senefelders Brüder und Mitarbeiter, Theobald und Georg, in dessen Abwesenheit das „Geheimnis des Steindrucks mittels Contract um eine jährliche Besoldung von 700 Gulden für beide an die Feiertagsschule“. Mitterer, mit der Lithographie vertraut, wurde Kurator und „Professor für Steingravierkunst“ der „Ersten lithographischen Kunstanstalt“. Mitterer wie auch die Gebrüder Senefelder hatten sich beim Vertragsabschluss „zum Geheimhalten der Kunst und unverletzlicher Verschwiegenheit“ verpflichtet.
Der geschäftliche Erfolg der „Lithographischen Kunstprodukte“, die über die Grenzen Deutschlands hinaus Absatz fanden, trug wesentlich zur finanziellen Absicherung der Feiertagsschule München bei. Senefelder, 1806 aus Wien nach München zurückgekehrt, scheiterte mit seinem Versuch, die Erste Lithographische Kunstanstalt schließen zu lassen. Er erreichte lediglich, dass Mitterers Privileg auf „Produktion und Verlag solcher Kunstartikel“ beschränkt wurde, die sich auf Musterbücher und Künstlerlithographien zu Lehrzwecken bezogen. Ab Oktober 1805 nahm das „Kunstverbreitende Institut“ seine Arbeit auf. München galt für lange Zeit als die Zentrale für die technische Perfektion der Lithographie.
Eine wichtige Aufgabe der lithographischen Kunstanstalt war die Herstellung von geeigneten Wandtafeln für die Schulen. Auch Muster als Vorlagen für den Zeichenunterricht wurden gedruckt. Dies war ein besonderes Anliegen Mitterers. So war auf Mitterers Initiative hin der Zeichenunterricht ab 1798 an allen bayerischen Elementarschulen Pflicht geworden.
Als am 27. Januar 1808 die Verordnung zur Landvermessung Bayerns herausgegeben wurde, bestand Joseph von Utzschneider darauf, diese nicht durch Kupferstich, sondern mit Steindruck zu vervielfältigen. Das imposante Kartenwerk wurde durch Instruktion und Mithilfe Mitterers erstellt. 1815 ging die „Erste lithographische Kunstanstalt“ in den Besitz Mitterers über.

## Mitterer als Herausgeber
Bereits 1797 wurden auf Initiative Hermann Mitterers Blätter mit „Giftpflanzen für Schulen“ gedruckt. 1804 gab Mitterer die „Anfangsgründe der Figurenzeichnung in Handzeichnungsmanier zur Selbsterlernung“ heraus. Die Herausgabe der „Lithographischen Kunstprodukte“, Lithographien von „Landschaften, Blumen, Figuren, Köpfen … nach den berühmtesten Meistern in Handzeichnungsmanier, von den besten Münchner Künstlern“ aus den Jahren 1805 bis 1807 markiert den Beginn der lithographischen Kunstproduktion in Deutschland.

## Werke (Auswahl)
- 1820 Anleitung zur Hydraulik für praktische Künstler und Werkmeister mit vorzüglicher Hinsicht auf das Brunnenwesen. Verlag der Feyertags-Schule München.
- 1822 Anleitung zur Mechanik für praktische Künstler und Werkmeister mit vorzüglicher Hinsicht auf den Mühlenbau. Verlag der Feyertags-Schule München.
- 1824–1826 Anleitung zur bürgerlichen Baukunst und Bauzeichnung mit den nöthigsten Grundsätzen begleitet. Verlag der Feyertags-Schule München.
- 1825 Die deutsche Zimmerwerks-Kunst als Fortsetzung der bürgerlichen Baukunst und Bauzeichnung. Verlag der Feyertags-Schule München.

## Ehrungen
Mitterer war Ehrenmitglied der Münchner Königlichen Kunstakademie und bekam bereits 1797 die größere Ehrenmedaille der Stadt München verliehen. Die Mittererstraße in der Ludwigsvorstadt nahe dem Münchner Hauptbahnhof ist nach ihm benannt.

## Lebensende
Mitterer erlitt einige Jahre vor seinem Tod einen Schlaganfall, mit einer halbseitigen Lähmung, von der er sich nicht mehr erholte.

## Grabstätte

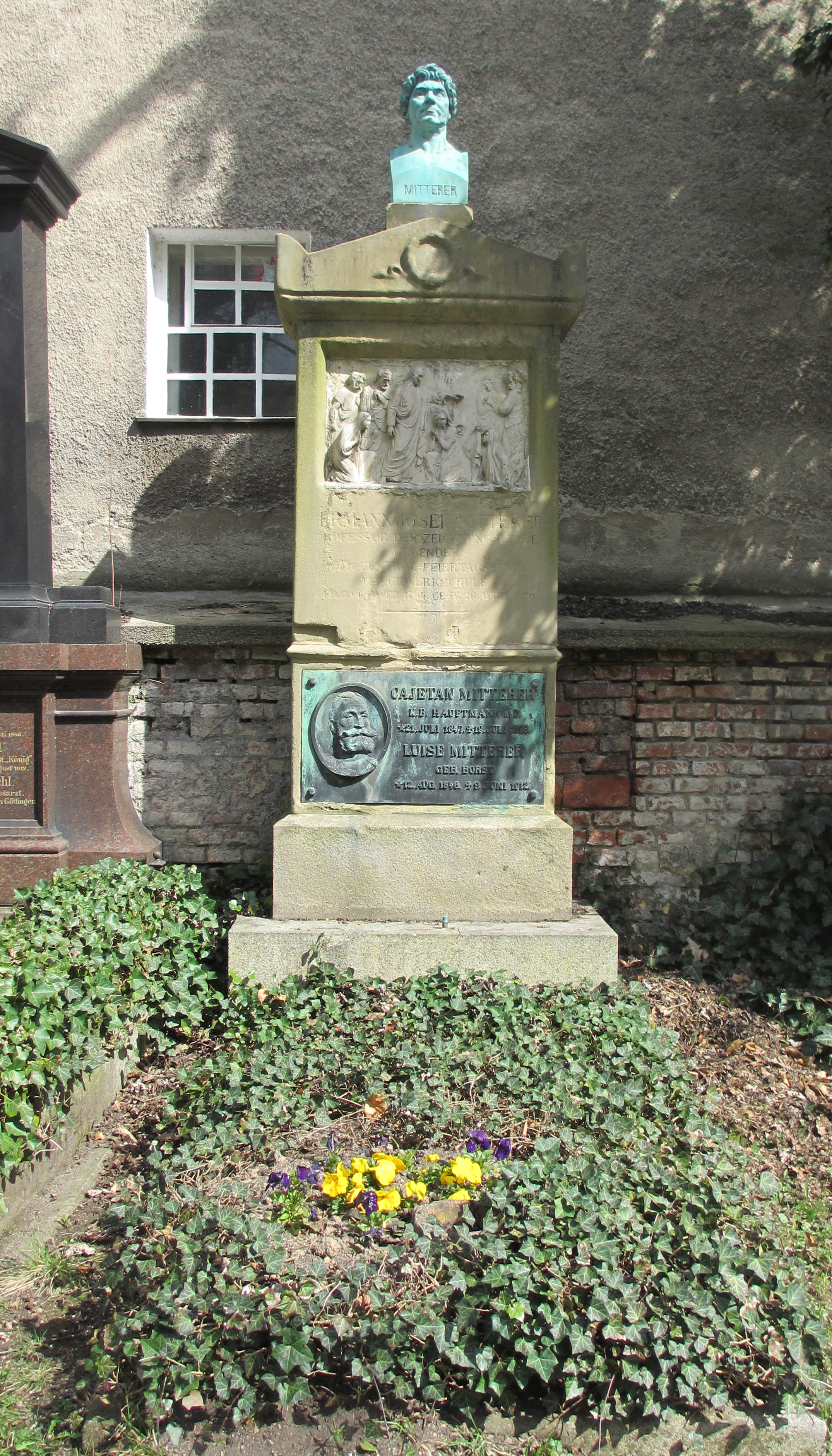
Grab von Hermann Mitterer auf dem Alten Südlichen Friedhof in München

Die Grabstätte von Hermann Mitterer befindet sich auf dem Alten Südlichen Friedhof in München (Mauer Links Platz 97 bei Gräberfeld 3) Standort.

## Bekannte Schüler (Auswahl)
- Franz Hanfstaengl
- Angelo Quaglio I
- Lorenz Schöpf
- Alexander Strähuber
- Johann Nepomuk Strixner